# Тереза Маріянська
Тере́за Марія́нська (пол. Teresa Maryańska; (1937 , Варшава  — 3 жовтня 2019 , Варшава ) — польська вчена, палеонтолог. З 1961 року працювала в Музеї Землі при Польській академії наук, протягом 1976—2006 років — заступник директора музею. Спочатку досліджувала викопних безхребетних, потім перемкнулася на хребетних. Брала участь у всіх 4 Польсько-монгольських палеонтологічних експедиціях 1964—1971 років. Багато статей про динозаврів написала у співавторстві з Гальшкою Осмульскою.